# Reginaldo Giuliani (sous-marin)
Le Reginaldo Giuliani est un sous-marin de la classe Liuzzi, en service dans la Regia Marina à partir de 1939 et ayant servi pendant la Seconde Guerre mondiale.
Le sous-marin est dédié à la mémoire du père Reginaldo Giuliani, un religieux militaire qui, pendant la Première Guerre mondiale, avait combattu dans les tranchées avec les Arditi de la IIIe Armée, dont il était l'aumônier militaire, et qui avait reçu pour son comportement deux médailles de bronze et une d'argent.

## Caractéristiques
La classe Liuzzi était dérivée de celle des précédents sous-marins océaniques de la classe Brin, mais avec des dimensions et une portée accrues et une disposition différente de l'armement d'artillerie; l'apparence rappelait beaucoup celle des sous-marins contemporains de la classe Marconi, et bien qu'ils reproduisent certains des défauts de la classe Brin, en premier lieu la navigabilité médiocre, ils se sont avérés être parmi les meilleurs sous-marins de la Regia Marina construits pendant l'entre-deux-guerres.
Les Liuzzi étaient des sous-marins de haute mer (ou de "grande croisière") à double coque partielle. Ils déplaçaient 1 166 tonnes en surface et 1 484 tonnes en immersion. Les sous-marins mesuraient une longueur totale de 76,1 mètres, une largeur de 6,98 mètres et un tirant d'eau de 4,55 mètres. Ils avaient une profondeur de plongée opérationnelle de 100 mètres. L'équipage se composait de 7 officiers et 51 sous-officiers et marins,.
Le système de propulsion était de type conventionnel, avec deux moteurs diesel pour la navigation de surface, d'une puissance totale de 3 420 chevaux-vapeur (2 517 kW), chacun entraînant un arbre d'hélice. En immersion, chaque hélice était entraînée par un moteur électrique de 625 chevaux-vapeur (460 kW). Ils pouvaient atteindre 17,8 nœuds (32,9 km/h) en surface et 8 nœuds (14,8 km/h) sous l'eau. En surface, la classe Liuzzi avait une autonomie de 13 204 milles nautiques (24 453 km) à 8 noeuds (15 km/h); en immersion, elle avait une autonomie de 111 milles nautiques (200 km) à 4 noeuds (7,4 km/h),.
Les sous-marins étaient armés de huit tubes lance-torpilles de 53,3 centimètres (21 pouces), quatre à l'avant et quatre à l'arrière. L'armement d'artillerie pour le combat en surface était basé sur un canon de pont OTO 100/47 (sur certains sous-marins était initialement monté l'ancien 102/35 Model 1914, puis remplacé lorsque la pièce plus moderne devenait disponible en quantité suffisante), placé sur le pont à l'avant de la tour de contrôle (kiosque) (et non à l'arrière à l'intérieur de la structure de la tour de contrôle elle-même comme sur les sous-marins de la classe Brin précédentes). Leur armement anti-aérien consistait en deux systèmes jumeaux de mitrailleuses Breda Model 1931 de 13,2 mm,.

## Construction et mise en service
Le Reginaldo Giuliani est construit par le chantier naval Cantieri navali Tosi di Taranto (TOSI) de Tarente en Italie, et mis sur cale le 10 mars 1939. Il est lancé le 3 décembre 1939 et est achevé et mis en service le 3 février 1940. Il est commissionné le même jour dans la Regia Marina.

## Historique
Le Reginaldo Giuliani effectue la première mission de guerre en Méditerranée (sous le commandement du lieutenant de vaisseau (tenente di vascello) Bruno Zelik) du 10 au 21 juin 1940, au sud de Gaudo, qui n'a pas abouti. Le 12 juin, il aperçoit un navire d'escorte ennemi et doit plonger et s'éloigner,.
Le 15 juillet, il est envoyé au nord-est de Derna, où il reste en embuscade jusqu'au 24 du mois. Alors que le 27, il rentre à la base, il aperçoit un sous-marin qui navigue en surface au sud du cap Spartivento, mais il ne l'attaque pas en pensant que ce pourrait être son navire-jumeau (sister ship) Alpino Bagnolini. Le 29, il arrive au port..
Après une période de travail à Tarente, il quitte Trapani le 29 août 1940, sous le commandement du capitaine de corvette Renato d'Elia. Après avoir passé le détroit de Gibraltar, il reste dans sa zone d'embuscade à l'ouest de Madère du 14 au 30 septembre - attaquant un navire marchand avec son canon de pont, qui tombe cependant en panne permettant au navire de s'échapper - puis atteint Bordeaux, où se trouve la base italienne de Betasom, le 5 octobre,.
Le 11 octobre, il part pour sa deuxième mission atlantique et atteint sa zone d'opérations à l'ouest de l'Irlande le 24, mais doit entreprendre la route du retour après seulement cinq jours en raison de pannes. Il atteint Bordeaux le 6 décembre,.
Après quelques modifications (réduction de la tourelle (kiosque) et des carters du périscope et autres) pour le rendre plus adapté à la guerre en Atlantique, il est choisi pour être affecté (sous le commandement du capitaine de corvette Adalberto Giovannini, même si pour la navigation de transfert le commandant est le parigrade Vittore Raccanelli) à la nouvelle école tactique de Marigammasom (pour la formation des commandants), à Gotenhafen, où il arrive le 6 avril 1941 (il avait quitté le 16 mars) et il commence à mener des activités de formation à partir du 20 du mois en effectuant huit cycles de formation (avec une interruption de juin à septembre 1941 pour des travaux d'entretien) qui ont impliqué au total 7 commandants, 12 officiers et 48 vigies, passant en mer un total de 84 jours pour un total de 7 733 milles nautiques (14 323 km) de navigation. Le 20 décembre 1941, l'activité prend fin parce que la mer Baltique a commencé à geler,.
Il était envisagé de recommencer au printemps 1942, mais en mars - avant la reprise de l'activité - il est décidé de fermer Marigammasom et de renvoyer le Giuliani à Bordeaux, car tous les sous-marins disponibles sont nécessaires.
Le 23 mai 1942, il rentre à Bordeaux (il a quitté Gotenhafen le 21 avril) et le 24 juin, il part sous le commandement du capitaine de frégate Giovanni Bruno pour une nouvelle mission atlantique, au sud des Bahamas. Le 24 juillet, le sous-marin Giuseppe Finzi lui fournit 50 tonnes de carburant et, le 30, il atteint une nouvelle zone d'embuscade, au sud des îles du Cap-Vert, où il commence à remporter quelques succès. Le 10 août, il torpille le navire à moteur anglais Medon (5 445 tonneaux de jauge brute (tjb)) en le coulant, cinq jours plus tard, il coule le navire à vapeur américain California (5 441 tjb) et le lendemain, il fait subir le même sort au navire britannique Sylvia de Larrinaga (5 218 tjb),.
Le 16 août, le Giuliani se met en route sur son itinéraire de retour, mais le 1er septembre, il est attaqué en succession rapide par trois hydravions Short Sunderland, qui l'endommagent gravement. Cinq hommes sont morts (les sergents Giovanni De Santis et Enzo Grimaudo et le sous-chef Cesario Verardo ont été tués dans l'attaque, le chef de deuxième classe Andrea Assali et le marin Francesco Perali ont été jetés à la mer par les explosions et se sont noyés) tandis que quatre autres hommes ont été grièvement blessés (parmi eux également le commandant Bruno qui, blessé à la gorge, a dû céder le commandement à son second),,.
Le lendemain, le sous-marin subit trois autres attaques aériennes. Il peut éviter les deux premières en plongeant, mais dans la troisième - par un bombardier Vickers Wellington tchécoslovaque - il est endommagé par trois bombes (sur six lancées) et mitraillé, avec des dégâts extrêmement graves : réservoirs portuaires et double-fonds partiellement détruits, canon, gyrocompas, tuyaux de compensation du fioul et systèmes radio et électriques inutilisables; le Giuliani reste à la dérive pendant deux heures avant de pouvoir repartir,.
Dans la matinée du 3 septembre, le sous-marin atteint avec difficulté le port espagnol de Santander. Après quelques réparations provisoires, il aurait pu partir le lendemain, mais les autorités espagnoles, afin de ne pas se mettre en mauvaise posture vis-à-vis des Alliés (en fait déjà d'autres sous-marins italiens, après avoir effectué des réparations d'urgence dans des ports espagnols, s'en étaient souvent tirés avec la complaisance des autorités locales) l'interdirent parce que les vingt-quatre heures prévues pour l'arrêt d'un navire d'une nation belligérante dans un port neutre étaient passées,.
Il est donc décidé d'effectuer les grandes réparations à Santander et le Giuliani est mis en cale sèche le 12 septembre, y restant un peu moins de deux mois, après quoi le sous-marin est amarré au port sous l'œil attentif de deux destroyers. Les commandants des unités espagnoles ont cependant donné à entendre que vers le 8 novembre les deux destroyers seraient partis et que ce jour-là l'équipage, revenu à bord pour recevoir des pesetas à utiliser à terre, restait à bord ; le Giuliani quitte le port et le lendemain matin atteint Bordeaux,.
Il est alors décidé de le convertir en sous-marin de transport pour des missions en Extrême-Orient. Après de profondes modifications, il est prêt à la fin du mois d'avril 1943,,.
Il doit revenir immédiatement après le premier départ, mais le 23 mai il peut repartir avec 130 tonnes de matériels divers. Le 28 juillet 1943; il atteint Sabang, dans l'Indonésie occupée par les Japonais (c'est le premier sous-marin italien à atteindre les possessions japonaises) où il est surpris par l'armistice du 8 septembre (Armistice de Cassibile). Capturé par les Japonais, il passe ensuite à la Kriegsmarine où il est incorporé comme UIT-23,.
Jusqu'alors, le Giuliani avaient effectué 2 missions offensives/exploratoires en Méditerranée, 3 missions offensives dans l'Atlantique, 4 missions d'entraînement (sans compter celles pour l'école de Gotenhafen) et des missions de transfert, une mission de transport, couvrant 32 602 milles nautiques (60 379 km) en surface et 2 455 milles nautiques (4 547 km) sous l'eau.
Armé d'un équipage mixte germano-italien, il navigue en février 1944 vers Penang où il aurait terminé le chargement des matières premières et d'où il aurait continué vers la France, mais le 12 du mois, il est torpillé par le sous-marin britannique HMS Tally-Ho et coule dans le détroit de Malacca) à la position géographique de 4° 27′ N, 100° 11′ E  avec 39 hommes (34 Allemands et 5 Italiens) tandis que 14 (dont deux Italiens) parviennent à se sauver,.
| Patrouille | Date         | Navire              | Nationalité | Tonnage en tonneaux de jauge brute (tjb) | Notes                                               |
| ---------- | ------------ | ------------------- | ----------- | ---------------------------------------- | --------------------------------------------------- |
| 7e         | 10 août 1942 | Medon               | Royaume-Uni | 5 444 tjb                                | Cargo; aucune victime                               |
| 7e         | 13 août 1942 | California          | États-Unis  | 5 441 tjb                                | Cargo; un mort parmi les 36 membres d'équipage      |
| 7e         | 14 août 1942 | Sylvia de Larrinaga | Royaume-Uni | 5 218 tjb                                | Cargo ; trois morts parmi les 53 membres d'équipage |
| Total:     | Total:       | Total:              | Total:      | 16 103 tjb                               |                                                     |